# 四渎增一
四渎增一（麒麟座15、麒麟座S），又名BD+10 1220，HD 47839、SAO 114258、HR 2456，是麒麟座的一颗恒星，视星等为4.66，位于銀經202.94，銀緯2.2，其B1900.0坐标为赤經6h 35m 28.2s，赤緯+9° 2.2′ 18″。